# مجید محسنی (قایقران)
مجید محسنی عضو تیم ملی قایقرانی ایران در دوره‌ پنجم مسابقات قهرمانی آسیا بود.

## افتخارات
- مسابقات قهرمانی آسیا(۱۹۹۳) هیروشیما-ژاپن 
  - تورینگ دونفره۵۰۰ متر- محمد نوری (قایقران) و مجید محسنی (قایقران) - مدال نقره